# Nephrotoma circumscripta
Nephrotoma circumscripta är en tvåvingeart som först beskrevs av Friedrich Hermann Loew 1863.  Nephrotoma circumscripta ingår i släktet Nephrotoma och familjen storharkrankar. Inga underarter finns listade i Catalogue of Life.